# Aphycinus magdalinae
Aphycinus magdalinae är en stekelart som beskrevs av Trjapitzin 1962. Aphycinus magdalinae ingår i släktet Aphycinus och familjen sköldlussteklar.
Artens utbredningsområde är Armenien. Inga underarter finns listade i Catalogue of Life.